# Synagoge (Pisa)

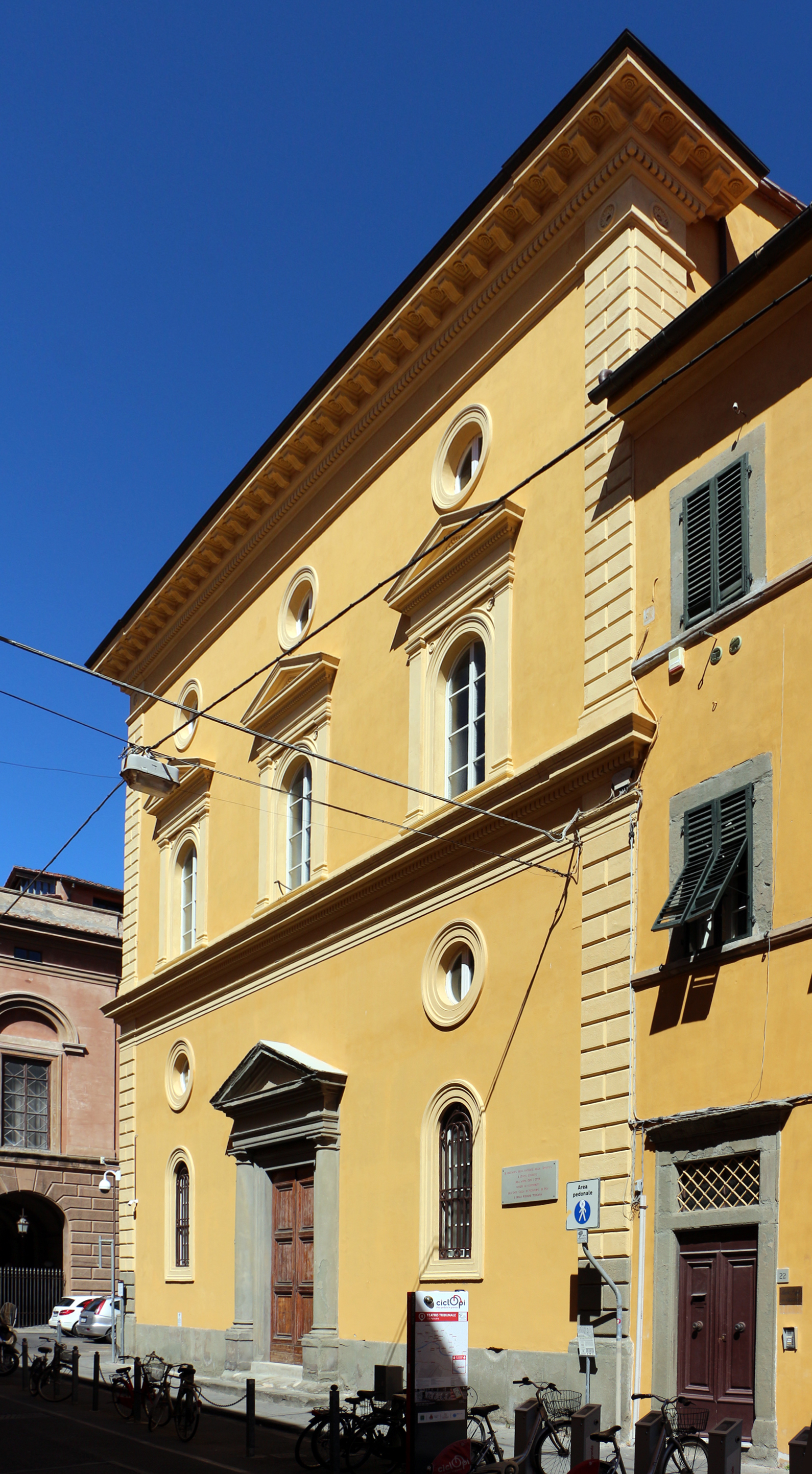
Synagoge in Pisa

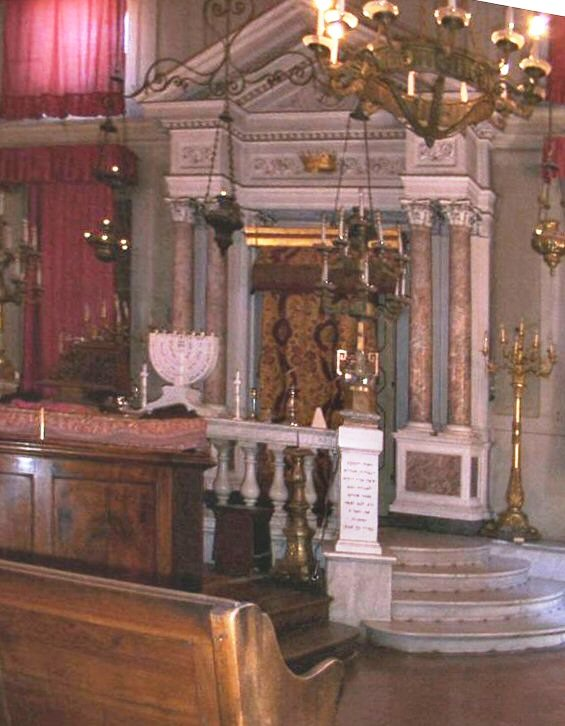
Der Innenraum mit Toraschrein, Parochet, Ner Tamid und Bima

Die Synagoge in Pisa, der Hauptstadt der italienischen Provinz Pisa in der Region Toskana,  steht in der Via Palestro 24.
Das Synagogengebäude wurde 1647 von der jüdischen Gemeinde erworben und 1785 umgebaut. In den 1860er Jahren erfolgte ein weiterer Umbau durch den Architekten Marco Treves.
Nach jahrelangen Renovierungsarbeiten wurde die Synagoge im Jahr 2015 wiedereröffnet.